# Termički pobjeg zatvorene baterije
Termički pobjeg zatvorene baterije, proces kod strujnog punjenja zatvorenih baterija, ali se ne odnosi na samu bateriju nego na regulator punjenja zbog čega ga se mora ugoditi tako da se ne dogodi termički pobjeg.

## Proces
Plinovi nemaju kamo izaći pa ih se unutar kućišta baterije rekombinira tijekom završetka punjenja. U tom procesu događa se termički pobjeg zatvorene baterije. Ova pojava ne zbiva se kod klasičnih otvorenih olovnih baterija s tekućim elektrolitom jer nastali plinovi izlaze u okružje. Plinovi se u takvoj bateriji rekombiniraju u neznatnom udjelu pa ne zagrijavaju bateriju. Zato je zatvorena baterija izložena. Nekoliko je uvjeta potrebno dogoditi se da bi se ugrijala zatvorena baterija sama od sebe. Ako je okružje povišene temperature, onda ju okolina ne hladi pa toplina ostaje u bateriji. Punjenje strujom mora biti preko kapaciteta (prepunjavanje), dugotrajno, nekontrolirano i uz previsoki napon. Punjač boljeg algoritma smanjit će napon, prepoznaviš povećanu temperaturu. Jednostavniji algoritmi naprotiv uglavnom povećaju struju što dodatno zagrijava bateriju. Ishod toga je da se plastična posuda baterije deformira, ponekad djelimice rastopi ili čak i pukne. To se naziva termički pobjeg zatvorene baterije.